# 弗里斯蘭岩
弗里斯蘭岩（英語：Freezland Rock），是南極洲的岩石，位於南桑威奇群島，處於布里斯托爾島以西4公里，海拔高度305米，在1775年由詹姆斯·庫克率領的英國探險隊發現，現時由英國海外領土管轄。